# Monika Wohlrab-Sahr
Monika Wohlrab-Sahr (* 16. September 1957 in Selb, Bayern) ist eine deutsche Kultursoziologin. Sie ist Professorin am Institut für Kulturwissenschaften der Universität Leipzig. Zudem gehört sie zu den amtierenden Beiräten der Zeitschrift für Soziologie.

## Akademische Laufbahn
Monika Wohlrab-Sahr studierte von 1976 bis 1985 evangelische Theologie und Soziologie in Erlangen und Marburg. Ihr erstes theologisches Examen erwarb sie 1983 in Ansbach, ihr Diplom in Soziologie 1985 am Institut für Soziologie der Philipps-Universität Marburg. Von 1988 bis 1990 war sie Stipendiatin des Evangelischen Studienwerks Villigst, anschließend von 1990 bis 1992 wissenschaftliche Mitarbeiterin am Institut für Soziologie der Universität Marburg. Währenddessen wurde sie 1991 an der Universität Marburg zum Thema Biographische Unsicherheit. Lebenskonstruktionen und Lebensarrangements von Zeitarbeiterinnen am Fachbereich Gesellschaftswissenschaften und Philosophie zum Dr. phil. promoviert. Von 1992 bis 1999 war sie wissenschaftliche Assistentin an der FU Berlin. Zwischen 1992 und 1995 war Wohlrab-Sahr zudem Mitglied des Graduiertenkollegs der FU Berlin Gesellschaftsvergleich in historischer, ethnologischer und soziologischer Perspektive. 1996 war sie Visiting scholar am Department of Sociology der University of California, Berkeley. Ihre Habilitationsschrift erforschte die Symbolische Transformation krisenhafter Erfahrung. Über Form und Funktion von Konversionen zum Islam in Deutschland und den Vereinigten Staaten von Amerika im Fach Soziologie an der FU Berlin. Von 1999 bis 2006 war Wohlrab-Sahr Professorin für Religions- und Kirchensoziologie an der Theologischen Fakultät der Universität Leipzig. Im Wintersemester 2007/2008 war sie Fernand-Braudel-Fellow am Europäischen Hochschulinstitut in Florenz. Seit April 2006 lehrt und forscht sie als Professorin für Kultursoziologie am Institut für Kulturwissenschaften der Universität Leipzig.

## Funktionen
Wohlrab-Sahr ist Mitglied des wissenschaftlichen Beirats des Simon-Dubnow-Instituts für jüdische Geschichte und Kultur an der Universität Leipzig. Außerdem ist sie Vorsitzende im wissenschaftlichen Beirat an der Martin-Luther-Universität in Halle-Wittenberg und Vertrauensdozentin der Studienstiftung des deutschen Volkes, stellvertretende Sprecherin des Graduiertenkollegs „Bruchzonen der Globalisierung“ und Mitglied im Graduiertenkolleg „Religiöser Nonkonformismus und kulturelle Dynamik“. Von 1999 bis 2003 war Wohlrab-Sahr Sprecherin der Sektion Religionssoziologie in der DGS. Von 2001 bis 2009 war sie Mitglied des Council der International Society for the Sociology of Religion. Sie ist Mitherausgeberin der Zeitschrift für Soziologie und anschließend von 2005 bis 2009 Mitglied des wissenschaftlichen Beirats derselben Zeitschrift. Von 2000 bis 2007 war Wohlrab-Sahr im Vorstand der Deutschen Gesellschaft für Soziologie(DGS). Bis 2006 war sie Mitglied der durchführenden Arbeitsgruppe und des wissenschaftlichen Beirats zur 4. Kirchenmitgliedschaftsuntersuchung der EKD. Zudem war sie bis 2008 Mitglied der verantwortlichen Hochschullehrergruppe des Promotionsschwerpunkts „Macht – Religion – Moral“ beim Evangelischen Studienwerk Villigst. Seit 2007 war Wohlrab-Sahr Mitglied des Konzils der Deutschen Gesellschaft für Soziologie. Seit 2012 ist sie Mitglied des Kuratoriums der Schader-Stiftung und gewähltes Mitglied des Fachkollegiums 111 Sozialwissenschaften der Deutschen Forschungsgemeinschaft.
2025 wurde Wohlschrab-Sahr zur Vorsitzenden der Deutschen Gesellschaft für Soziologie gewählt.

## Forschungsprojekte/Forschungsfelder

### Forschungsfelder
- Der Islam in westlichen Gesellschaften
- Säkularisierung
- Qualitative Methoden

### Forschungsprojekte
Von 2010 bis 2012 arbeitete Wohlrab-Sahr an einem Projekt der „Multiple Secularities“ am Sächsischen Staatsministerium für Wissenschaft und Kunst. Von 2003 bis 2006 war sie an einem Projekt für Generationswandel als religiöser und weltanschaulicher Wandel. Das Beispiel Ostdeutschlands der Deutschen Forschungsgemeinschaft beteiligt. Von 2004 bis 2006 hat Wohlrab-Sahr in Kooperation mit dem Institut für Politikwissenschaft am Projekt: Die Verwaltung der Prostitution: Sachsen – Polen – Tschechien gearbeitet. Von 1985 bis 1988 war sie wissenschaftliche Mitarbeiterin im DFG-Forschungsprojekt: „Die Vermittlung sozialer Zeitstrukturen und biographischer Zeitperspektiven: Das Beispiel der Zeitarbeit“. Zudem war sie ein Mitglied der Forschungsgruppe „Altern und Lebenslauf“ am Institut für Soziologie der FU Berlin. Wohlrab-Sahr hat an der 4. Mitgliedschaftsuntersuchung der EKD teilgenommen. Ein weiteres Projekt war „Konversion zum Islam in Deutschland und den USA“.

## Auszeichnungen
- Fernand-Braudel-Fellow, European University Institute Florence (2007/08)
- René-König-Award of the German Sociological Association for the best Text Book (2008)[7]

## Werke
- Biographische Unsicherheit: Formen weiblicher Identität in der „reflexiven Moderne“: das Beispiel der Zeitarbeiterinnen. Opladen 1993.
- Biographie und Religion: Zwischen Ritual und Selbstsuche. Frankfurt am Main, 14. Juni 1995.
- Konversion zum Islam in Deutschland und in den USA. Frankfurt am Main 1999.
- Kultursoziologie: Paradigmen – Methoden – Fragestellungen. Wiesbaden, 26. März 2010.

### Werke mit anderen Autoren
- Gestaltung von Alltagszeit und Lebenszeit. Opladen 1993. Zusammen mit Hanns-Georg Brose und Michael Corsten.
- Atheismus und religiöse Indifferenz (Veröffentlichung der Sektion Religionssoziologie der Deutschen Gesellschaft für Soziologie). Opladen, 31. Oktober 2003. Zusammen mit Christel Gärtner und Detlef Pollack
- Konfliktfeld Islam in Europa. Sonderheft 17 der Sozialen Welt. Baden-Baden 2008. Zusammen mit Levent Tezcan
- Qualitative Sozialforschung. Ein Arbeitsbuch. Oldenbourg 2008. Zusammen mit Aglaja Przyborski.
- Forcierte Säkularität: Religiöser Wandel und Generationendynamik im Osten Deutschlands. Frankfurt am Main, 5. Oktober 2009. Zusammen mit Uta Karstein und Thomas Schmidt-Lux.